# Нина Фош
Нина Фош (рођена Нина Консуело Мауд Фош; 20. априла 1924 – 5. децембра 2008) била је холандска америчка глумица и режисерка која је касније постала инструктор у оба предмета. Њена каријера трајала је шест деценија, састојала се од преко 50 играних филмова и преко 100 телевизијских наступа. Добитница је бројних признања, укључујући номинацију за Оскара за најбољу споредну глумицу и Награду Националног одбора за ревију за најбољу споредну глумицу. Фош се афирмисала као драматична глумица крајем 1940-их, често играјући хладне, удаљене софистициране жене.
Рођена у Лејдену у Холандији 1924. године, Фош је са мајком имигрирала у Сједињене Државе још као дијете, а одрасла је у Њујорку. Након потписивања уговора са компанијом Колумбија Пикчерс у 19. години, Фош је постала стални члан хорор филмова и ноар филмова у студију, глумећи у филмовима као што су Повратак вампира (1943), Бег у маглу и Зовем се Џулија Рос (1945). Истовремено је започела сценску каријеру, дебитујући на Бродвеју у улози Марије 1947. године са радним називом Џон воли Марију. После тога глумила је у неколико бродвејских продукција драма Вилијама Шекспира, укључујући 12 ноћи (1949), Краљ Лир (1950) и Мјера за мјеру (1955).
Фош је стекла широку пажњу о својој улози Мајло Робертс у мјузикл филму Американац у Паризу (1951); драми Роберта Вајза Executive Suite (1954), која јој је донела номинацију за Оскара за најбољу споредну глумицу; Десет заповести Сесила Б. Демил (1956); и Спартак Стенлија Кјубрика (1960). Године 1967. у позоришном режији дебитовала је на бродвејској продукцији у Ноела Хауарда. Фош је такође интензивно радила на телевизији почев од 1950-их, са запаженим улогама, укључујући жртву у првом филму Колумбо Петера Фалка 1968. године, као и у главним улогама у Дивљем западу (1969), Ф.Б.И. (1970) и Хаваји (1973). Године 1980. номинована је за награду Еми за изванредну споредну глумицу за гостујућу улогу у епизоди Лоу Гранта.
Почев од шездесетих година прошлог века, Фош је започела истовремену каријеру педагога, држећи курсеве драмске и филмске режије на Америчком филмском институту и на Школи филмске уметности Универзитета Јужне Калифорније, гдје је била члан факултета више од 40 година. Међу њеним ученицима били су редитељи Рандал Клеисер, Едвард Звик и Ејми Хекерлинг, те извођачица Џули Ендруз. Фош је наставила да предаје до краја свог живота, све до своје смрти у децембру 2008. године од мијелодиспластичног синдрома.

## Биографија

### 1924–1942:Рани живот
Нина Фош рођена је 1924. године  као Нина Консуело Мауд Фош у Лејдену, Холандија, од америчке глумице и певачице Консуело Фловертон и холандског диригента класичне музике Дирка Фоша. Њени родитељи су се развели када је била дете, а она и њена мајка преселили су се у Сједињене Државе настанивши се у Њујорку.
Током Нининог дјетињства, мајка је подстицала њене уметничке таленте; научила је клавир и уживала у уметности, али више је занимала глума. По завршетку школе у Линколну, Фош је похађала Америчку академију драмских умјетности, студирајући глуму метода код Лее Страсберг и Стеле Адлер.

### 1943–1950:Рани филмови и позориште
Након што је у 19. години потписала уговор са компанијом Колумбија Пикчерс, Фош је дебитовала у дугометражном хорор-филму Повратак вампира (1943) са Белом Лугоси. Услиједила је улога у биографском дјелу Пјесма за памћење (1945), драми Волим мистерију (1945); и низ филмова ноир, укључујући Escape in the Fog (1945), у којима је глумила жену која предосећа да ће бити киднапована.  Исте године имала је насловну улогу у Моје име је Џулија Рос, мистерија о жени која се, након што је прихватила нови посао радећи као домар у сеоском дому, једног јутра пробуди да би се нашла на новом месту и са различитим идентитетом. 
Даље, Фош се појавила у Johnny O'Clock (1947), The Dark Past (1948), The Undercover Man (1948) и Johnny Allegro (1949)

### 1951–1980: Критичко препознавање
Фош се 1951. године појавила са Џин Келијем у мјузиклу Американац у Паризу, који је те године награђен Оскаром за најбољи филм. Фош се такође појавила у Scaramouche (1952) као Марија Антоанета. Даље, Фош је глумила са Сесил Б. Демил у Десет заповести (1956) као Битија, фараонову ћерку. Фош је 1957. године Државно веће америчког Јеврејског конгреса одликовало посебном наградом за глуму у Десет заповести.
Фош је номинована за Оскара за најбољу споредну глумицу за улогу секретарице у драми одбора Executive Suite (1954) Исте године када је објављена драма, Фош се удала за свог првог супруга, глумца Џејмса Липтона; њихов брак трајао је пет година пре него што се завршио разводом 1959. Исте године удала се за телевизијског писца Дениса де Бритоа, са којим је добила једног сина Дирка.
У Спартаку (1960), у којој су глумили Кирк Даглас и Лоренс Оливије, глумила је жену која бира гладијаторе који ће се борити до смрти у рингу само због своје забаве. 1961. гостовала је у НБЦ серији о породичним поделама из Америчког грађанског рата под насловом Американци. Године 1964. године Фош се развела од свог другог супруга Де Брита. 1967. године Нина се удала за свог трећег супруга, Мајкла Девела, 1967.
Такође почев од 1960-их, Фош је почела да ради као инструктор, предајући часове режије у Школи филмске умјетности Универзитета Јужне Калифорније (УСЦ), као и на Америчком филмском институту. 
Накнадно је изабрана за прву жртву убиства мистериозне серије Колумбо у којој глуми Петер Фалк, појављујући се у пилот филму, Рецепт за убиство (1968), са Џен Баријем као супругом, психијатром убицом. 1975. године појавила се у филму Махагони, са Дајаном Рос у главној улози, а потом и споредним улогама у хорор филму Џенифер и телевизијском филму Волт Дизнија. 1980. Фош је номинована за награду Еми за изванредну споредну глумицу за гостујућу улогу у епизоди Lou Grant.

### 1981–2008: Каснији рад и настава
Касније у својој каријери, Фош се појавила у филму Рат и сјећање (1988) као америчка колаборационисткиња из Другог светског рата у Паризу, која користи лик Џејн Сеимор. Још једна запажена телевизијска улога била је као командант надзорника у првом од ТВ филмова о Alien Nation: Dark Horizon (1994).
У последњим годинама, Фош се појавила у телевизијској серији Just Shoot Me!,Bull, Дарма и Грег и Морнарички истражитељи. Имала је и мање улоге у независном драмском филму Бундевко (2002) и романтичном комедиографском филму Како поступити (2003).
Фош је такође наставила да ради као инструктор у УСЦ током овог периода, а такође је радила и као независни саветник за рашчлањивање сценарија за многе холивудске режисере.

## Смрт
Нина Фош је умрла 5. децембра 2008. године, у 84. години, у медицинском центру Роналд Реган УЦЛА. Њен син јединац Дирк де Брито рекао је за Лос Анђелес Тајмс да је умрла од компликација од мијелодисплазије крвног поремећаја. Она се разболела дан раније, док је држала курс на УСЦ.

## Наслеђе
Фош има звијезду на холивудској стази славних, смештеном на холивудском булевару 6300 и 7000 холивудском булевару. Међу њеним ученицима који су радили са њом су Род Стјуарт, Џули Ендруз, Ејми Хекерлинг, Рендал Клејсер, Едвард Звик, Рон Андервуд и Маршал Херсковит. Андревс се присетио Фошове: "Била је строга учитељица, али у најбољем смислу. Увек је била брутално искрена, тражила је да се пређе још један километар и није дозволила да се човек извуче са нечим."  Клејсер, која је 1965. студирала са Нином, рекла је: „Узимала је идеје које је научила радећи са редитељима попут Винсета Минелија и Станлија Кубрика и да их комбинује са својим стилом.“

## Филмографија
Главни чланак: Списак наступа Нине Фош

## Признања
| Институција                 | Категорија                                            | Година | Номиновани рад               | Резултати  | Реф.   |
| --------------------------- | ----------------------------------------------------- | ------ | ---------------------------- | ---------- | ------ |
| Оскар                       | Најбоља споредна глумица                              | 1954   | Executive Suite              | Номинација | [ 15 ] |
| Национални одбор за преглед | Најбоља споредна глумица                              | 1954   | Executive Suite              | Освојено   | [ 15 ] |
| Награда Еми                 | Награда за најбољу споредну глумицу у драми           | 1980   | Lou Grant Епизода: "Холивуд" | Номинација | [ 10 ] |
| Филмски фестивал у Венецији | Велика награда жирија (Венецијански филмски фестивал) | 1954   | Executive Suite              | Освојено   | [ 15 ] |